# 2010年冬季奥林匹克运动会北欧两项比赛
2010年冬季奧林匹克運動會的北欧两项比賽由2月14日至25日在威士拿奥林匹克公园舉行，共會頒發3枚金牌。

## 参赛资格
- 共有55名运动员参加比赛，只设男子项目，同一奥委会最多只能有5人参赛，其中个人项目最多4人，团体项目最多1队（4名队员）。
- 获得A分，B分的运动员如果在FIS世界杯前三分之一或者B系列比赛前一半获得资格。
- 东道主加拿大在所有项目中都至少拥有1个名额
- 前50个名额依据国际排名分配。
- 若前50个名额分配完毕后，在某一项目中少于10个奥委会获得4个比赛名额，则获得3个名额的奥委会将获得一个额外名额。

## 各國獎牌榜
| 排名                | 代表团              | 金牌 | 銀牌 | 銅牌 | 总计 |
| ------------------- | ------------------- | ---- | ---- | ---- | ---- |
| 1                   | 美国                | 1    | 3    | 0    | 4    |
| 2                   | 奥地利              | 1    | 0    | 1    | 2    |
| 3                   | 法国                | 1    | 0    | 0    | 1    |
| 4                   | 德国                | 0    | 0    | 1    | 1    |
| 4                   | 意大利              | 0    | 0    | 1    | 1    |
| 总计（共5个代表团） | 总计（共5个代表团） | 3    | 3    | 3    | 9    |

## 各項成績

### 男子
| 項目                                     | 金牌                                                                               | 金牌    | 银牌                                                               | 银牌    | 铜牌                                                                        | 铜牌    |
| 个人跳台滑雪（大台）/10公里越野（詳細）  | 比尔·德蒙 · 美国（USA）                                                            | 25:32.9 | Johnny Spillane · 美国（USA）                                      | 25:36.9 | 伯恩哈德·格鲁贝尔 · 奥地利（AUT）                                           | 25:43.7 |
| 个人跳台滑雪（普通台）/10公里越野        | 雅松·拉米-沙皮伊 · 法国（FRA）                                                     | 25:47.1 | 强尼·史毕兰 · 美国（USA）                                          | 25:47.5 | 亚历山德罗·皮廷 · 意大利（ITA）                                             | 25:47.9 |
| 个人跳台滑雪（大台）/4X5公里越野（詳細） | 奥地利 · 伯恩哈德·格鲁贝尔 · 费利克斯·戈特瓦尔德 · 马里奥·施特歇尔 · 达维德·克赖纳 | 49:31.6 | 美国 · Brett Camerota · Todd Lodwick · Johnny Spillane · 比尔·德蒙 | 49:36.8 | 德国 · 约翰内斯·里策克 · Tino Edelmann · 埃里克·弗伦策尔 · Bjorn Kircheisen | 49:51.1 |

## 外部連結
- 本屆奧運北欧两项比賽時間表（页面存档备份，存于）
- 国际滑雪联合会官方网站（英文）（页面存档备份，存于）
- 2010年冬季奥林匹克运动会官方网站（英文）（页面存档备份，存于）
- 国际奥委会官方网站